# The Voice of Germany (temporada 1)
The Voice of Germany (temporada 1) es un  reality talent show alemán que se estrenó el 24 de noviembre de 2011 en ProSieben y Sat.1. Basada en el concurso de canto reality The Voice of Holland, la serie fue creada por el productor de televisión holandés John de Mol. Es parte de una serie internacional.

## Desarrollo, producción y comercialización
En abril de 2011, ProSieben anunció su intención de llevar una adaptación de La Voz de Holanda a Alemania. En julio de 2011, ProSieben inició los anuncios de los entrenadores y jueces de la serie. Los primeros en apuntarse fueron Nena y Xavier Naidoo. Rea Garvey y "Boss Burns" (Alec Völkel) y "Hoss Power" (Sascha Vollmer) se unieron a finales de agosto de 2011.
Stefan Gödde es la presentadora del programa. Doris Golpashin presentará un especial detrás del escenario para el sitio web oficial. La temporada 1 se estrenó en ProSieben el 24 de noviembre de 2011. RTL se enfrentaron a una pelea de ratings cuando programaron su exitoso programa de talentos Das Supertalent contra el recién llegado La Voz de Alemania. Mientras que RTL pudo ganar la batalla con 5,83 millones de espectadores (18,1% de cuota de mercado), frente a los 3,89 millones de espectadores de "La Voz de Alemania" (12,4% de cuota de mercado), el programa ProSieben ganó entre el grupo objetivo de 14 a 49 años con 3,06. millones de espectadores (23,8% de cuota de mercado) frente a los 2,99 millones de espectadores de "Das Supertalent" (22,8% de cuota de mercado). Al día siguiente, "La Voz de Alemania" se emitió por primera vez el Sat 1.
El Sat 1, "La Voz de Alemania" amplió su audiencia a 4,36 millones de espectadores (14,3% de cuota de mercado) en total y en el grupo objetivo de 14 a 49 años la audiencia fue casi la misma con 3,05 millones de espectadores (26,6% de cuota de mercado).
El programa experimentó una caída significativa en los ratings durante los shows en vivo.
La final fue vista por 4,01 millones de espectadores, una cuota de mercado del 12,9%.

## Equipos
Referencias
| - Ganador - Segundo lugar - Tercer lugar - Cuarto lugar | - Eliminado en Los Shows en Vivo - Eliminado en el último asalto (sing-off). - Eliminado en Las Batallas |

|    |                      | Equipo Nena        | Equipo Xavier      | Equipo Rea           | Equipo BossHoss |
| -- | -------------------- | ------------------ | ------------------ | -------------------- | --------------- |
|    | 01                   | Kim Sanders        | Max Giesinger      | Michael Schulte      | Ivy Quainoo     |
| 02 | Sharron Levy         | Mic Donet          | Jasmin Graf        | Ole Feddersen        |                 |
| 03 | Behnam Moghaddam     | Rino Galiano       | Percival Duke      | Ramona Nerra         |                 |
| 04 | Yasmina Hunziger     | Katja Friedenberg  | Benny Fiedler      | Bennie McMillan      |                 |
| 05 | Lise Martine Weller  | Dominic Sanz       | Lena Sicks         | Sahar Haluzy         |                 |
| 06 | Nina Kutschera       | Rüdiger Skoczowsky | Charles Simmons    | Colin "C." Jay       |                 |
| 07 | Tessa Sunniva        | Benny Martell      | Josef Prasil       | Vera Luttenberger    |                 |
| 08 | Bobby Boobs'n        | Laura Bellon       | Tiziana Belmonte   | Natascha Bell        |                 |
| 09 | Erni & Lela          | Patricia Medeen    | Mikey Cox          | Shari Fanio          |                 |
| 10 | Fanel Cornelius      | Dilan Koshnaw      | Ken Miyao          | Charlie Waldschmidt  |                 |
| 11 | Marijana Vuckovic    | Laura Martin       | Arcangelo Vigneri  | Annika Yasemin Röken |                 |
| 12 | Leslie Jost          | Vini Gomez         | Heiko Schmidt      | Ramona Rotstich      |                 |
| 13 | Katja Georgos-Spanos | Stefan Zielasko    | Pamela Falcon      | Andy Hermes          |                 |
| 14 | Alicia Emmi Berg     | Julius Olschowski  | Vicky & Laura Maas | Butch Williams       |                 |
| 15 |                      | Giovanni Costello  |                    |                      |                 |

## La primera fase: Las Audiciones a Ciegas
Los castings para la primera temporada tuvieron lugar en junio y julio de 2011, pero no se transmitieron por televisión. Alrededor de 150 cantantes, más de las tres cuartas partes de ellos con experiencia en el escenario. – fueron invitados a las Audiciones a Ciegas. Estos fueron grabados a finales de agosto y principios de septiembre de 2011 en Berlín y emitidos del 24 de noviembre al 9 de diciembre de 2011 en seis retransmisiones. El jurado eligió a 64 candidatos en la segunda fase, entre los que se presentaron Nena y Rea Garvey con 16, The BossHoss con 15 y Xavier Naidoo con 17 candidatos.

### Episodio 1: 24 de noviembre de 2011
| Orden | Artista           | Canción                       | Resultado | Resultado | Resultado | Resultado |
| Orden | Artista           | Canción                       | Nena      | Xavier    | Garvey    | BossHoss  |
| ----- | ----------------- | ----------------------------- | --------- | --------- | --------- | --------- |
| 1     | Dominic Sanz      | "Use Somebody"                | —         |           |           | —         |
| 2     | Nina Kutschera    | "Set Fire to the Rain"        |           | —         |           |           |
| 3     | Sebastian Deyle   | "Ich Glaube"                  | —         | —         | —         | —         |
| 4     | Verena Putzer     | "Just Hold Me"                |           | —         | —         | —         |
| 5     | Percival Duke     | "Drops of Jupiter"            | —         | —         |           |           |
| 6     | Sarah Keller      | "Torn"                        | —         | —         | —         | —         |
| 7     | Pamela Falcon     | "Natural Woman"               |           |           |           |           |
| 8     | Vera Luttenberger | "Fuckin' Perfect"             |           | —         | —         |           |
| 9     | Orry Jackson      | "DJ's Got Us Fallin' In Love" | —         | —         | —         | —         |
| 10    | Charles Simmons   | "Love's Divine"               |           |           |           |           |
| 11    | Kim Loy           | "All Summer Long"             | —         | —         | —         | —         |
| 12    | Josef Prasil      | "Hey There Delilah"           |           |           |           | —         |
| 13    | Sharron Levy      | "Fallin'"                     |           | —         | —         |           |
| 14    | Rino Galiano      | "You Give Me Something"       | —         |           |           |           |

### Episodio 2: 25 de noviembre de 2011
| Orden | Artista             | Canción                         | Resultado | Resultado | Resultado | Resultado |
| Orden | Artista             | Canción                         | Nena      | Xavier    | Garvey    | BossHoss  |
| ----- | ------------------- | ------------------------------- | --------- | --------- | --------- | --------- |
| 1     | Ramona Nerra        | "American Boy"                  | —         | —         | —         |           |
| 2     | Benny Martell       | "Nur In Meinem Kopf"            | —         |           | —         |           |
| 3     | Lelia Berrada-Gouzi | "Russian Roulette"              | —         | —         | —         | —         |
| 4     | Max Giesinger       | "Sex On Fire"                   |           |           |           |           |
| 5     | Pierre Humphrey     | "Respect"                       | —         | —         | —         | —         |
| 6     | Giovanni Costello   | "If You Don't Know Me By Now"   | —         |           | —         | —         |
| 7     | Alicia Emmi Berg    | "California King Bed"           |           | —         | —         | —         |
| 8     | Josie-Claire Bürkle | "Love Story"                    | —         | —         | —         | —         |
| 9     | Achan Malonda       | "Irgendwas Bleibt"              | —         | —         | —         | —         |
| 10    | Mikey Cox           | "Stand By Me"                   | —         | —         |           | —         |
| 11    | Heiko Schmidt       | "Nur Noch Kurz Die Welt Retten" | —         |           |           | —         |
| 12    | Butch Williams      | "Crazy"                         | —         |           |           |           |
| 13    | Andy Hermes         | "Hollywood Hills"               | —         | —         | —         |           |
| 14    | Patricia Medeen     | "Halo"                          |           |           | —         |           |

### Episodio 3: 1 de diciembre de 2011
| Orden | Artista              | Canción                 | Resultado | Resultado | Resultado | Resultado |
| Orden | Artista              | Canción                 | Nena      | Xavier    | Garvey    | BossHoss  |
| ----- | -------------------- | ----------------------- | --------- | --------- | --------- | --------- |
| 1     | Colin "C." Jay       | "Crazy"                 | —         |           |           |           |
| 2     | Dilan Koshnaw        | "A Night Like This"     | —         |           | —         | —         |
| 3     | Marc Barthel         | "Grenade"               | —         | —         | —         | —         |
| 4     | Kim Sanders          | "You Gotta Be"          |           |           |           |           |
| 5     | Rüdiger Skoczowsky   | "Roxanne"               | —         |           | —         | —         |
| 6     | Laura Martin         | "Heavy Cross"           | —         |           | —         | —         |
| 7     | Jean Pierre Derinbay | "Just The Way You Are"  | —         | —         | —         | —         |
| 8     | Behnam Moghaddam     | "Wicked Game"           |           | —         | —         | —         |
| 9     | Markus Nendse        | "Halt Dich An Mir Fest" | —         | —         | —         | —         |
| 10    | Shari Fanio          | "Mercy"                 |           | —         | —         |           |
| 11    | Arcangelo Vigneri    | "I'm Yours"             |           | —         |           | —         |
| 12    | Vini Gomez           | "Chasing Cars"          |           |           | —         | —         |
| 13    | Sabrina Ziegler      | "Wort"                  | —         | —         | —         | —         |
| 14    | Lise Martine Weller  | "Use Somebody"          |           | —         | —         | —         |
| 15    | Mic Donet            | "Apologize"             |           |           |           |           |

### Episodio 4: 2 de diciembre de 2011
| Orden | Artista              | Canción               | Resultado | Resultado | Resultado | Resultado |
| Orden | Artista              | Canción               | Nena      | Xavier    | Garvey    | BossHoss  |
| ----- | -------------------- | --------------------- | --------- | --------- | --------- | --------- |
| 1     | Yasmina Hunziger     | "Listen"              |           | —         | —         |           |
| 2     | Bulge Bolat          | "Russian Roulette"    | —         | —         | —         | —         |
| 3     | Benny Fiedler        | "Forget You"          | —         | —         |           | —         |
| 4     | Katja Friedenberg    | "Just Hold Me"        | —         |           | —         |           |
| 5     | Raffa Shira Banggard | "Bilder Von Dir"      | —         | —         | —         | —         |
| 6     | Tessa Sunniva        | "Bubbly"              |           | —         | —         | —         |
| 7     | Ole Feddersen        | "I Coast a Dollar"    | —         | —         | —         |           |
| 8     | Vicky & Laura Maas   | "Need You Now"        | —         | —         |           | —         |
| 9     | Tom Croel            | "Geboren Um Zu Leben" | —         | —         | —         | —         |
| 10    | Charlie Waldschmidt  | "A Night Like This"   | —         | —         |           |           |
| 11    | Natascha Götz        | "Wenn Das Liebe Ist"  | —         | —         | —         | —         |
| 12    | Fanel Cornelius      | "Still Got the Blues" |           | —         | —         | —         |
| 13    | Elen Wendt           | "Time After Time"     |           |           |           |           |

### Episodio 5: 8 de diciembre de 2011
| Orden | Artista               | Canción                       | Resultado | Resultado | Resultado | Resultado |
| Orden | Artista               | Canción                       | Nena      | Xavier    | Garvey    | BossHoss  |
| ----- | --------------------- | ----------------------------- | --------- | --------- | --------- | --------- |
| 1     | Katja Georgos-Spanos  | "Heavy Cross"                 |           | —         | —         |           |
| 2     | Ken Miyao             | "Price Tag"                   | —         | —         |           |           |
| 3     | Erni & Lela           | "Sober"                       |           | —         | —         | —         |
| 4     | Oliver Nagy           | "Stay The Night"              | —         | —         | —         | —         |
| 5     | Tiziana Belmonte      | "Das Beste"                   | —         | —         |           | —         |
| 6     | Sahar Haluzy          | "I'm Yours"                   | —         | —         | —         |           |
| 7     | Ramona Rotstich       | "Just a Girl"                 | —         | —         |           |           |
| 8     | Michael Schulte       | "Set Fire to the Rain"        | —         | —         |           | —         |
| 9     | Jeannette Dalia Curta | "If You Don't Know Me By Now" | —         |           | —         |           |
| 10    | Leslie Jost           | "Price Tag"                   |           | —         | —         | —         |
| 11    | Carl-Marcel Eckle     | "Freaky Like Me"              | —         | —         | —         | —         |
| 12    | Bobby Boobs'n         | "Grenade"                     |           | —         | —         |           |
| 13    | Jessy Lapp            | "Nur In Meinem Kopf"          | —         | —         | —         | —         |
| 14    | Bennie McMillan       | "Forget You"                  | —         | —         | —         |           |
| 15    | Ivy Quainoo           | "American Boy"                |           | —         |           |           |

### Episodio 6: 9 de diciembre de 2011
| Orden | Artista              | Canción                  | Resultado | Resultado | Resultado | Resultado |
| Orden | Artista              | Canción                  | Nena      | Xavier    | Garvey    | BossHoss  |
| ----- | -------------------- | ------------------------ | --------- | --------- | --------- | --------- |
| 1     | Lena Sicks           | "Love Story"             | —         | —         |           |           |
| 2     | Hermann Muralev      | "Halt Dich An Mir Fest"  |           | —         | —         | —         |
| 3     | Marijana Vuckovic    | "California King Bed"    |           | —         | —         |           |
| 4     | Caroline Winter      | "Almost Lover"           | E/C       | —         | —         | —         |
| 5     | Luna Debole          | "You Had Me"             | E/C       | —         | —         | —         |
| 6     | Jasmin Graf          | "Because of You"         | E/C       | —         |           | —         |
| 7     | Julius Olschowski    | "Still"                  | E/C       |           | —         | —         |
| 8     | Natascha Bell        | "What's Up?"             | E/C       | —         | —         |           |
| 9     | Lukas Kempf          | "Somewhere Only We Know" | E/C       | —         | —         |           |
| 10    | Annika Yasemin Röken | "Rehab"                  | E/C       | —         | —         |           |
| 11    | Stefan Meyer         | "Angels"                 | E/C       | —         | —         | E/C       |
| 12    | Rola Hinterbichler   | "Wenn Das Liebe Ist"     | E/C       | —         |           | E/C       |
| 13    | Laura Bellon         | "Nobody Knows"           | E/C       |           |           | E/C       |
| 14    | Monique Wragg        | "Mercy"                  | E/C       | —         |           | E/C       |
| 15    | Stefan Zielasko      | "Nur In Meinem Kopf"     | E/C       |           | E/C       | E/C       |

## La segunda fase: Las Rondas de Batalla
The Battle Round se grabó en septiembre de 2011 en Berlín y se emite del 15 al 23 de diciembre en cuatro transmisiones. Después del final de las Batallas, cada entrenador tenía sólo seis candidatos, para el resto. Dos equipos, Xavier y The BossHoss, tuvieron que organizar una Trio-Battle debido al número impar de su candidata. Con estos, The BossHoss pudo presentar dos candidatos a decretos amplios, Xavier, sin embargo, sólo uno. Quedaron 24 candidatos inscritos en los shows en vivo.
     – Ganador de la batalla
     – Perdedor de la batalla

### Episodio 7: 15 de diciembre de 2011
| Orden | Coach         | Artistas             | Artistas           | Artistas    | Canción                         |
| ----- | ------------- | -------------------- | ------------------ | ----------- | ------------------------------- |
| 1.    | The BossHoss  | Ramona Nerra         | Butch Williams     |             | "Ain't No Mountain High Enough" |
| 2.    | Nena          | Kim Sanders          | Alicia Emmi Berg   |             | "Only Girl (In the World)"      |
| 3.    | Xavier Naidoo | Giovanni Costello    | Rüdiger Skoczowsky |             | "What A Wonderful World"        |
| 4.    | The BossHoss  | Ole Feddersen        | Bennie McMillan    | Andy Hermes | "Valerie"                       |
| 5.    | Rea Garvey    | Laura und Vicky Maas | Michael Schulte    |             | "Falling Slowly"                |
| 6.    | Nena          | Katja Georgas-Spanos | Sharron Levy       |             | "Are You Gonna Be My Girl"      |
| 7.    | Rea Garvey    | Pamela Falcon        | Percival Duke      |             | "Purple Rain"                   |

### Episodio 8: 16 de diciembre de 2011
| Orden | Coach         | Artistas          | Artistas             | Canción              |
| ----- | ------------- | ----------------- | -------------------- | -------------------- |
| 1.    | Nena          | Nina Kutschera    | Leslie Jost          | "Superstition"       |
| 2.    | Xavier Naidoo | Julius Olschowski | Katja Friedenberg    | "Krieger des Lichts" |
| 3.    | The BossHoss  | Vera Luttenberger | Ramona Rotstich      | "Love Long Distance" |
| 4.    | Xavier Naidoo | Rino Galiano      | Stefan Zielasko      | "Jesus to a Child"   |
| 5.    | Rea Garvey    | Heiko Schmidt     | Lena Sicks           | "Eisberg"            |
| 6.    | The BossHoss  | Ivy Quainoo       | Annika Yasemin Röken | "Viva la Vida"       |
| 7.    | Nena          | Marijana Vuckovic | Lisa Martine Weller  | "Another Way to Die" |
| 8.    | Rea Garvey    | Arcangelo Vigneri | Charles Simmons      | "Everybody Hurts"    |

### Episodio 9: 22 de diciembre de 2011
| Orden | Coach         | Artistas          | Artistas            | Artistas      | Canción               |
| ----- | ------------- | ----------------- | ------------------- | ------------- | --------------------- |
| 1.    | Xavier Naidoo | Vini Gomes        | Dominic Sanz        |               | "Dance with Somebody" |
| 2.    | The BossHoss  | C. Jay            | Charlie Waldschmidt |               | "Kids"                |
| 3.    | Nena          | Fanel Cornelius   | Behnam Moghaddam    |               | "Tears in Heaven"     |
| 4.    | Rea Garvey    | Ken Miyao         | Benny Fiedler       |               | "Wonderful Life"      |
| 5.    | The BossHoss  | Shari Fanio       | Natascha Bell       |               | "You've Got the Love" |
| 6.    | Xavier Naidoo | Laura Martin      | Max Giesinger       |               | "Radioactive"         |
| 7.    | Rea Garvey    | Josef Prasil      | Mikey Cyrox         |               | "New Shoes"           |
| 8.    | Nena          | Yasmina Hunzinger | Ernie & Lela        |               | "Bring Me to Life"    |
| 9.    | Xavier Naidoo | Mic Donet         | Patricia Meeden     | Dilan Koshnaw | "Man's World"         |

#### Sing-off
Cada entrenador nomina a 5 cantantes de su grupo para avanzar a los shows en vivo. Los 3 cantantes restantes por grupo cantarán para el lugar restante del show en vivo.
     – Sing-off Ganador
     – Sing-off Perdedor
| Coach         | Artistas          | Artistas         | Artistas          |
| ------------- | ----------------- | ---------------- | ----------------- |
| Nena          | Bobby Bobbs'n     | Tessa Sunniva    | Yasmina Hunzinger |
| Xavier Naidoo | Benny Martell     | Max Giesinger    | Laura Bellon      |
| Rea Garvey    | Josef Prasil      | Tiziana Belmonte | Jasmin Graf       |
| The BossHoss  | Vera Luttenberger | Bennie McMillan  | Natascha Bell     |

## La tercera fase: Los Shows en Vivo
Los siete shows en vivo tendrán lugar entre el 5 de enero y el 10 de febrero de 2012. El primer programa lo retransmitirá ProSieben el jueves 5 y los otros seis el sat 1 todos los viernes por la noche. Durante el primer espectáculo actúan los concursantes de Xavier Naidoo y The Boss Hoss. Durante el segundo programa, los concursantes que cantan son de los equipos Nena y Rea Garvey. Después de cada uno de estos espectáculos, en cada equipo, dos concursantes pasan automáticamente a la siguiente ronda gracias a los votos del público, dos son eliminados y dos son elegidos por sus entrenadores para quedarse. Después de los dos primeros shows, solo 16 cantantes permanecerán y actuarán en el tercer (para los equipos Boss Hoss y Xavier Naidoo) o cuarto (para los equipos Nena y Rea Garvey) show en vivo. El tercer programa saldrá al aire el 13 de enero y el cuarto, el 20 de enero. Durante el quinto programa, el 27 de enero, actuarán los 12 concursantes restantes (3 de cada equipo). Durante la semifinal, el 3 de febrero, actuarán los 8 concursantes restantes (2 de cada equipo). Durante la final, el 10 de febrero, actuarán los 4 concursantes restantes (1 de cada equipo).

### Episodio 11: 5 de enero de 2012
El equipo Xavier y el equipo BossHoss actuaron.
- Fecha: 5 de enero de 2012
- Episodio: 11
- Canal: ProSieben
- Equipo: Equipo Xavier, Equipo BossHoss
- Artista famoso: Snow Patrol con "This Isn't Everything You Are"

| Actuación Orden | Coach Actuaciones de competición | Artista            | Canción                 | Resultado                |
| --------------- | -------------------------------- | ------------------ | ----------------------- | ------------------------ |
| 1               | Xavier Naidoo                    | Rüdiger Skoczowsky | "Without You"           | Eliminado                |
| 2               | The BossHoss                     | C. Jay             | "Let's Stay Together"   | Eliminado                |
| 3               | Xavier Naidoo                    | Dominic Sanz       | "With or Without You"   | Eliminado                |
| 4               | The BossHoss                     | Bennie McMillan    | "Marry You"             | El voto del BossHoss     |
| 5               | Xavier Naidoo                    | Rino Galiano       | "How Deep Is Your Love" | Voto público             |
| 6               | The BossHoss                     | Ivy Quainoo        | "Toxic"                 | Voto público             |
| 7               | Xavier Naidoo                    | Mic Donet          | "Ain't No Sunshine"     | El voto de Xavier Naidoo |
| 8               | The BossHoss                     | Sahar Haluzy       | "Teenage Dirtbag"       | Eliminado                |
| 9               | Xavier Naidoo                    | Katja Friedenberg  | "Turning Tables"        | El voto de Xavier Naidoo |
| 10              | The BossHoss                     | Ole Feddersen      | "No Diggity"            | El voto del BossHoss     |
| 11              | Xavier Naidoo                    | Max Giesinger      | "Fix You"               | Voto público             |
| 12              | The BossHoss                     | Ramona Nerra       | "Firework"              | Voto público             |

| Orden | Artistas                                                        | Canción                                      |
| ----- | --------------------------------------------------------------- | -------------------------------------------- |
| 1     | The Voice Jueces Nena, Xavier Naidoo, Rea Garvey y The BossHoss | "99 Luftballons"                             |
| 2     | Xavier Naidoo y su equipo                                       | "Ich kenne nichts (das so schön ist wie du)" |
| 3     | Snow Patrol                                                     | "This Isn't Everything You Are"              |

### Episodio 12: 6 de enero de 2012
El equipo Nena y el equipo Rea actuaron.
- Fecha: 6 de enero de 2012
- Episodio: 12
- Canal: Sat.1
- Equipo: Equipo Nena, Equipo Real
- Artista famoso: Söhne Mannheims con "Für dich"

| Actuación Orden | Coach Actuaciones de competición | Artista             | Canción                    | Resultado          |
| --------------- | -------------------------------- | ------------------- | -------------------------- | ------------------ |
| 1               | Nena                             | Nina Kutschera      | "Free Your Mind"           | Eliminado          |
| 2               | Rea Garvey                       | Charles Simmons     | "Closer to the Edge"       | Eliminado          |
| 3               | Nena                             | Behnam Moghaddam    | "The Sound of Silence"     | Voto público       |
| 4               | Rea Garvey                       | Jasmin Graf         | "Wovon sollen wir träumen" | Voto de Rea Garvey |
| 5               | Nena                             | Kim Sanders         | "All That She Wants"       | Voto de Nena       |
| 6               | Rea Garvey                       | Benny Fiedler       | "Eiserner Steg"            | Voto de Rea Garvey |
| 7               | Nena                             | Sharron Levy        | "Ordinary World"           | Voto de Nena       |
| 8               | Rea Garvey                       | Lena Sicks          | "Elektrisches Gefühl"      | Eliminado          |
| 9               | Nena                             | Yasmina Hunzinger   | "Heavy on My Heart"        | Voto público       |
| 10              | Rea Garvey                       | Michael Schulte     | "Creep"                    | Voto público       |
| 11              | Nena                             | Lisa Martine Weller | "Junimond"                 | Eliminado          |
| 12              | Rea Garvey                       | Percival Duke       | "Hedonism"                 | Voto público       |

| Orden | Artistas               | Canción                   |
| ----- | ---------------------- | ------------------------- |
| 1     | Rea Garvey y su equipo | "Can't Stand The Silence" |
| 2     | Söhne Mannheims        | "Für dich"                |
| 3     | Nena y su equipo       | "Kill Your Heroes"        |

### Episodio 13: 13 de enero de 2012
El equipo Xavier y el equipo BossHoss actuaron.
- Fecha: 13 de enero de 2012
- Episodio: 13
- Canal: Sat.1
- Equipo: Team Xavier, Team BossHoss
- Artista famoso: James Morrison con "Up"

| Performance Orden | Entrenador Actuaciones de competición | Concursante       | Canción                               | Resultado                |
| ----------------- | ------------------------------------- | ----------------- | ------------------------------------- | ------------------------ |
| 1                 | The BossHoss                          | Ramona Nerra      | "One"                                 | El voto del BossHoss     |
| 2                 | Xavier Naidoo                         | Mic Donet         | "Killer" / "Papa Was a Rollin' Stone" | El voto de Xavier Naidoo |
| 3                 | The BossHoss                          | Ole Feddersen     | "Cello"                               | Voto público             |
| 4                 | Xavier Naidoo                         | Rino Galiano      | "Über Sieben Brücken musst Du gehen"  | Voto público             |
| 5                 | The BossHoss                          | Ivy Quainoo       | "Hard to Handle"                      | Voto público             |
| 6                 | Xavier Naidoo                         | Katja Friedenberg | "Flugzeuge in meinem Bauch"           | Eliminado                |
| 7                 | The BossHoss                          | Bennie McMillan   | "Fast Car"                            | Eliminado                |
| 8                 | Xavier Naidoo                         | Max Giesinger     | "I'll Be Waiting"                     | Voto público             |

| Orden | Artistas                      | Canción    |
| ----- | ----------------------------- | ---------- |
| 1     | The BossHoss y su equipo      | "Word Up!" |
| 2     | James Morrison, equipo Xavier | "Up"       |

### Episodio 14: 20 de enero de 2012
El equipo Nena y el equipo Rea actuaron.
- Fecha: 20 de enero de 2012
- Episodio: 14
- Canal: Sat.1
- Equipo: Equipo Nena, Equipo Rea
- Artista famoso: The BossHoss con "Don't dame that"

Actuaciones de competición
| Actuación Orden | Coach      | Concursante       | Canción                          | Resultado             |
| --------------- | ---------- | ----------------- | -------------------------------- | --------------------- |
| 1               | Nena       | Yasmina Hunzinger | "Baby Love"                      | Eliminado             |
| 2               | Rea Garvey | Benny Fiedler     | "Wenn Worte meine Sprache wären" | Eliminado             |
| 3               | Nena       | Sharron Levy      | "Burning Down the House"         | El voto de Nena.      |
| 4               | Rea Garvey | Jasmin Graf       | "Stark"                          | Voto público          |
| 5               | Nena       | Behnam Moghaddam  | "Hurt"                           | Voto público          |
| 6               | Rea Garvey | Michael Schulte   | "Human"                          | El voto de Rea Garvey |
| 7               | Nena       | Kim Sanders       | "Killing Me Softly"              | Voto público          |
| 8               | Rea Garvey | Percival Duke     | "Seven Nation Army"              | Voto público          |

| Orden | Artistas             | Canción             |
| ----- | -------------------- | ------------------- |
| 1     | Team Rea & Team Nena | "Moves Like Jagger" |
| 2     | The BossHoss         | "Don't gimme that"  |

### Episodio 15: 27 de enero de 2012
- Fecha: 27 de enero de 2012
- Episodio: 15
- Canal: Sat.1
- Equipo: Equipo Nena, Equipo Rea, Equipo Xavier, Equipo BossHoss
- Artista famoso: Rea Garvey con "Colour Me In" & Taio Cruz con "Troublemaker

Actuaciones de competición
| Actuación orden | Entrenador    | Concursante      | Canción                        | Resultado           |
| --------------- | ------------- | ---------------- | ------------------------------ | ------------------- |
| 1               | The BossHoss  | Ivy Quainoo      | "Dream a Little Dream of Me"   | Voto público        |
| 2               | The BossHoss  | Ramona Nerra     | "Domino"                       | Eliminado           |
| 3               | The BossHoss  | Ole Feddersen    | "Weinst Du"                    | El voto de BossHoss |
| 4               | Nena          | Sharron Levy     | "Somebody That I Used to Know" | El voto de Nena     |
| 5               | Nena          | Behnam Moghaddam | "Eleanor Rigby"                | Eliminado           |
| 6               | Nena          | Kim Sanders      | "Empire State of Mind"         | Voto público        |
| 7               | Rea Garvey    | Percival Duke    | "Beautiful"                    | Eliminado           |
| 8               | Rea Garvey    | Jasmin Graf      | "Hungriges Herz"               | El voto de Rea      |
| 9               | Rea Garvey    | Michael Schulte  | "Video Games"                  | Voto público        |
| 10              | Xavier Naidoo | Rino Galiano     | "All Night Long"               | Eliminado           |
| 11              | Xavier Naidoo | Mic Donet        | "I Believe I Can Fly"          | El voto de Xavier.  |
| 12              | Xavier Naidoo | Max Giesinger    | "Vom Selben Stern"             | Voto público        |

Actuaciones fuera de competición
| Actuación Orden | Artistas                    | Canción        |
| --------------- | --------------------------- | -------------- |
| 1               | Rea Garvey                  | "Colour Me In" |
| 2               | Taio Cruz y los 12 primeros | "Troublemaker" |

### Episodio 16: 3 de febrero de 2012
- Fecha: 3 de febrero de 2012
- Episodio: 16
- Canal: Sat.1
- Equipo: Equipo Nena, Equipo Rea, Equipo Xavier, Equipo BossHoss
- Artista famoso:

Los actos restantes actuarán en una batalla y ambos interpretarán una canción completamente nueva cada uno.
Actuaciones de competición
| Actuación Orden | Coach         | Concursante     | Canción                    | Resultado                | Resultado           | Resultado | Resultado            |
| Actuación Orden | Coach         | Concursante     | Canción                    | Puntos de entrenador (%) | Puntos públicos (%) | Total (%) | ¿Eliminado o Seguro? |
| --------------- | ------------- | --------------- | -------------------------- | ------------------------ | ------------------- | --------- | -------------------- |
| 1               | Nena          | Sharron Levy    | "Drowning"                 | 50%                      | 45.41%              | 95.41%    | Eliminado            |
| 2               | Nena          | Kim Sanders     | "Haunted"                  | 50%                      | 54.59%              | 104.59%   | Seguro               |
| 4               | The BossHoss  | Ole Feddersen   | "Butterfly"                | 40%                      | 22.45%              | 62.45%    | Eliminado            |
| 5               | The BossHoss  | Ivy Quainoo     | "Do You Like What You See" | 60%                      | 77.55%              | 137.55%   | Seguro               |
| 7               | Rea Garvey    | Michael Schulte | "Carry Me Home"            | 50%                      | 54.12%              | 104.12%   | Seguro               |
| 8               | Rea Garvey    | Jasmin Graf     | "So schwer"                | 50%                      | 45.88%              | 95.88%    | Eliminado            |
| 10              | Xavier Naidoo | Max Giesinger   | "Dach der Welt"            | 65%                      | 43.23%              | 108.23%   | Seguro               |
| 11              | Xavier Naidoo | Mic Donet       | "Losing You"               | 35%                      | 56.77%              | 91.77%    | Eliminado            |

Las batallas
| Performance Order | Coach         | Concursante 1 | Concursante 2   | Canción                 |
| ----------------- | ------------- | ------------- | --------------- | ----------------------- |
| 3                 | Nena          | Kim Sanders   | Sharron Levy    | "Under Pressure"        |
| 6                 | The BossHoss  | Ivy Quainoo   | Ole Feddersen   | "Under The Bridge"      |
| 9                 | Rea Garvey    | Jasmin Graf   | Michael Schulte | "Rolling in the Deep"   |
| 12                | Xavier Naidoo | Max Giesinger | Mic Donet       | "Bitter Sweet Symphony" |

### Episodio 17: 10 de febrero de 2012
- Fecha: 10 de febrero de 2012
- Episodio: 17
- Canal: Sat.1
- Equipo: Equipo Nena, Equipo Rea, Equipo Xavier, Equipo BossHoss
- Artista famoso:

Cada concursante interpreta una versión más larga de su canción ganadora, un dúo con el entrenador y un dúo de celebridades.
Canciones del ganador
| Actuación Orden | Coach         | Concursante     | Canción                    | Resultado              |
| --------------- | ------------- | --------------- | -------------------------- | ---------------------- |
| 3               | Xavier Naidoo | Max Giesinger   | "Dach der Welt"            | Cuarto Lugar (17.99%)  |
| 5               | Rea Garvey    | Michael Schulte | "Carry Me Home"            | Tercer Lugar (23.78%)  |
| 7               | The BossHoss  | Ivy Quainoo     | "Do You Like What You See" | Ganador (33.65%)       |
| 11              | Nena          | Kim Sanders     | "Haunted"                  | Segundo Lugar (24.58%) |

Dúo de entrenadores
| Actuación Orden | Coach         | Concursante     | Canción                 |
| --------------- | ------------- | --------------- | ----------------------- |
| 1               | The BossHoss  | Ivy Quainoo     | "I Say a Little Prayer" |
| 6               | Nena          | Kim Sanders     | "Love Shack"            |
| 10              | Rea Garvey    | Michael Schulte | "Feeling Good"          |
| 12              | Xavier Naidoo | Max Giesinger   | "Paint It, Black"       |

Dúo de celebridades
| Actuación Orden | Entrenador    | Concursante     | Artista famoso           | Canción                       |
| --------------- | ------------- | --------------- | ------------------------ | ----------------------------- |
| 2               | Rea Garvey    | Michael Schulte | Ed Sheeran               | "The A Team"                  |
| 4               | Nena          | Kim Sanders     | Marlon Roudette          | "Anti Hero (Brave New World)" |
| 8               | Xavier Naidoo | Max Giesinger   | Katie Melua              | "Nine Million Bicycles"       |
| 9               | The BossHoss  | Ivy Quainoo     | Florence and the Machine | "Shake It Out"                |

## Tabla de resultados
| – | concursante fue el ganador                                           |
| – | concursante fue el finalista                                         |
| – | concursante fue el segundo finalista                                 |
| – | concursante fue el cuarto lugar                                      |
| – | concursante fue salvado por el voto del entrenador                   |
| – | concursante fue salvado por el voto del público                      |
| – | concursante no fue elegido por público ni entrenador y fue eliminado |

### Equipo BossHoss
| Candidato            | Batalla 1             | Batalla 2             | Batalla 3             | Batalla 4             | Sing-Off              | Show 1                | Show 3                | Show 5                | Semifinal             | Final                 |
| -------------------- | --------------------- | --------------------- | --------------------- | --------------------- | --------------------- | --------------------- | --------------------- | --------------------- | --------------------- | --------------------- |
| Ivy Quainoo          |                       | Seguro                |                       |                       |                       | Seguro                | Seguro                | Seguro                | Seguro (137,55 %)     | Ganador 33.65%        |
| Ole Feddersen        | Seguro                |                       |                       |                       |                       | Seguro                | Seguro                | Seguro                | Eliminado (62.45%)    | Eliminado (62.45%)    |
| Ramona Nerra         | Seguro                |                       |                       |                       |                       | Seguro                | Seguro                | Eliminado (Show 5)    | Eliminado (Show 5)    | Eliminado (Show 5)    |
| Bennie McMillan      | Seguro                |                       |                       |                       | Seguro                | Seguro                | Eliminado (Show 3)    | Eliminado (Show 3)    | Eliminado (Show 3)    | Eliminado (Show 3)    |
| Sahar Haluzy         |                       |                       |                       | Seguro                |                       | Eliminado (Show 1)    | Eliminado (Show 1)    | Eliminado (Show 1)    | Eliminado (Show 1)    | Eliminado (Show 1)    |
| C. Jay               |                       |                       | Seguro                |                       |                       | Eliminado (Show 1)    | Eliminado (Show 1)    | Eliminado (Show 1)    | Eliminado (Show 1)    | Eliminado (Show 1)    |
| Natascha Bell        |                       |                       | Seguro                |                       | Eliminado (Sing-off)  | Eliminado (Sing-off)  | Eliminado (Sing-off)  | Eliminado (Sing-off)  | Eliminado (Sing-off)  | Eliminado (Sing-off)  |
| Vera Luttenberger    |                       | Seguro                |                       |                       | Eliminado (Sing-off)  | Eliminado (Sing-off)  | Eliminado (Sing-off)  | Eliminado (Sing-off)  | Eliminado (Sing-off)  | Eliminado (Sing-off)  |
| Lukas Kempf          |                       |                       |                       | Eliminado (Batalla 4) | Eliminado (Batalla 4) | Eliminado (Batalla 4) | Eliminado (Batalla 4) | Eliminado (Batalla 4) | Eliminado (Batalla 4) | Eliminado (Batalla 4) |
| Charlie Waldschmidt  |                       |                       | Eliminado (Batalla 3) | Eliminado (Batalla 3) | Eliminado (Batalla 3) | Eliminado (Batalla 3) | Eliminado (Batalla 3) | Eliminado (Batalla 3) | Eliminado (Batalla 3) | Eliminado (Batalla 3) |
| Annika Yasemin Röken |                       | Eliminado (Batalla 2) | Eliminado (Batalla 2) | Eliminado (Batalla 2) | Eliminado (Batalla 2) | Eliminado (Batalla 2) | Eliminado (Batalla 2) | Eliminado (Batalla 2) | Eliminado (Batalla 2) | Eliminado (Batalla 2) |
| Ramona Rotstich      |                       | Eliminado (Batalla 2) | Eliminado (Batalla 2) | Eliminado (Batalla 2) | Eliminado (Batalla 2) | Eliminado (Batalla 2) | Eliminado (Batalla 2) | Eliminado (Batalla 2) | Eliminado (Batalla 2) | Eliminado (Batalla 2) |
| Andy Hermes          | Eliminado (Batalla 1) | Eliminado (Batalla 1) | Eliminado (Batalla 1) | Eliminado (Batalla 1) | Eliminado (Batalla 1) | Eliminado (Batalla 1) | Eliminado (Batalla 1) | Eliminado (Batalla 1) | Eliminado (Batalla 1) | Eliminado (Batalla 1) |
| Butch Williams       | Eliminado (Batalla 1) | Eliminado (Batalla 1) | Eliminado (Batalla 1) | Eliminado (Batalla 1) | Eliminado (Batalla 1) | Eliminado (Batalla 1) | Eliminado (Batalla 1) | Eliminado (Batalla 1) | Eliminado (Batalla 1) | Eliminado (Batalla 1) |

### Equipo Nena
| Candidato            | Batalla 1             | Batalla 2             | Batalla 3             | Batalla 4             | Sing-Off              | Show 2                | Show 4                | Show 5                | Semifinal             | Final                 |
| -------------------- | --------------------- | --------------------- | --------------------- | --------------------- | --------------------- | --------------------- | --------------------- | --------------------- | --------------------- | --------------------- |
| Kim Sanders          | Seguro                |                       |                       |                       |                       | Seguro                | Seguro                | Seguro                | Seguro (104,59 %)     | Segundo Lugar 24.58%  |
| Sharron Levy         | Seguro                |                       |                       |                       |                       | Seguro                | Seguro                | Seguro                | Eliminado (95,41 %)   | Eliminado (95,41 %)   |
| Behnam Moghaddam     |                       |                       | Seguro                |                       |                       | Seguro                | Seguro                | Eliminado (Show 5)    | Eliminado (Show 5)    | Eliminado (Show 5)    |
| Yasmina Hunzinger    |                       |                       | Seguro                |                       | Seguro                | Seguro                | Eliminado (Show 4)    | Eliminado (Show 4)    | Eliminado (Show 4)    | Eliminado (Show 4)    |
| Nina Kutschera       |                       | Seguro                |                       |                       |                       | Eliminado (Show 2)    | Eliminado (Show 2)    | Eliminado (Show 2)    | Eliminado (Show 2)    | Eliminado (Show 2)    |
| Lisa Martine Weller  |                       | Seguro                |                       |                       |                       | Eliminado (Show 2)    | Eliminado (Show 2)    | Eliminado (Show 2)    | Eliminado (Show 2)    | Eliminado (Show 2)    |
| Tessa Sunniva        |                       |                       |                       | Seguro                | Eliminado (Sing-off)  | Eliminado (Sing-off)  | Eliminado (Sing-off)  | Eliminado (Sing-off)  | Eliminado (Sing-off)  | Eliminado (Sing-off)  |
| Bobby Bobbs'n        |                       |                       |                       | Seguro                | Eliminado (Sing-off)  | Eliminado (Sing-off)  | Eliminado (Sing-off)  | Eliminado (Sing-off)  | Eliminado (Sing-off)  | Eliminado (Sing-off)  |
| Hermann Muralev      |                       |                       |                       | Eliminado (Batalla 4) | Eliminado (Batalla 4) | Eliminado (Batalla 4) | Eliminado (Batalla 4) | Eliminado (Batalla 4) | Eliminado (Batalla 4) | Eliminado (Batalla 4) |
| Verena Putzer        |                       |                       |                       | Eliminado (Batalla 4) | Eliminado (Batalla 4) | Eliminado (Batalla 4) | Eliminado (Batalla 4) | Eliminado (Batalla 4) | Eliminado (Batalla 4) | Eliminado (Batalla 4) |
| Ernie & Lela         |                       |                       | Eliminado (Batalla 3) | Eliminado (Batalla 3) | Eliminado (Batalla 3) | Eliminado (Batalla 3) | Eliminado (Batalla 3) | Eliminado (Batalla 3) | Eliminado (Batalla 3) | Eliminado (Batalla 3) |
| Fanel Cornelius      |                       |                       | Eliminado (Batalla 3) | Eliminado (Batalla 3) | Eliminado (Batalla 3) | Eliminado (Batalla 3) | Eliminado (Batalla 3) | Eliminado (Batalla 3) | Eliminado (Batalla 3) | Eliminado (Batalla 3) |
| Leslie Jost          |                       | Eliminado (Batalla 2) | Eliminado (Batalla 2) | Eliminado (Batalla 2) | Eliminado (Batalla 2) | Eliminado (Batalla 2) | Eliminado (Batalla 2) | Eliminado (Batalla 2) | Eliminado (Batalla 2) | Eliminado (Batalla 2) |
| Marijana Vuckovic    |                       | Eliminado (Batalla 2) | Eliminado (Batalla 2) | Eliminado (Batalla 2) | Eliminado (Batalla 2) | Eliminado (Batalla 2) | Eliminado (Batalla 2) | Eliminado (Batalla 2) | Eliminado (Batalla 2) | Eliminado (Batalla 2) |
| Alicia Emmi Berg     | Eliminado (Batalla 1) | Eliminado (Batalla 1) | Eliminado (Batalla 1) | Eliminado (Batalla 1) | Eliminado (Batalla 1) | Eliminado (Batalla 1) | Eliminado (Batalla 1) | Eliminado (Batalla 1) | Eliminado (Batalla 1) | Eliminado (Batalla 1) |
| Katja Georgas-Spanos | Eliminado (Batalla 1) | Eliminado (Batalla 1) | Eliminado (Batalla 1) | Eliminado (Batalla 1) | Eliminado (Batalla 1) | Eliminado (Batalla 1) | Eliminado (Batalla 1) | Eliminado (Batalla 1) | Eliminado (Batalla 1) | Eliminado (Batalla 1) |

### Equipo Rea
| Candidato                    | Batalla 1             | Batalla 2             | Batalla 3             | Batalla 4             | Sing-Off              | Show 2                | Show 4                | Show 5                | Semifinal             | Final                 |
| ---------------------------- | --------------------- | --------------------- | --------------------- | --------------------- | --------------------- | --------------------- | --------------------- | --------------------- | --------------------- | --------------------- |
| Michael Schulte              | Seguro                |                       |                       |                       |                       | Seguro                | Seguro                | Seguro                | Seguro (104,12 %)     | Tecer Lugar 23.65%    |
| Jasmin Graf                  |                       |                       |                       | Seguro                | Seguro                | Seguro                | Seguro                | Seguro                | Eliminado (95,88 %)   | Eliminado (95,88 %)   |
| Percival Duke                | Seguro                |                       |                       |                       |                       | Seguro                | Seguro                | Eliminado (Show 5)    | Eliminado (Show 5)    | Eliminado (Show 5)    |
| Benny Fiedler                |                       |                       | Seguro                |                       |                       | Seguro                | Eliminado (Show 4)    | Eliminado (Show 4)    | Eliminado (Show 4)    | Eliminado (Show 4)    |
| Lena Sicks                   |                       | Seguro                |                       |                       |                       | Eliminado (Show 2)    | Eliminado (Show 2)    | Eliminado (Show 2)    | Eliminado (Show 2)    | Eliminado (Show 2)    |
| Charles Simmons              |                       | Seguro                |                       |                       |                       | Eliminado (Show 2)    | Eliminado (Show 2)    | Eliminado (Show 2)    | Eliminado (Show 2)    | Eliminado (Show 2)    |
| Tiziana Belmonte             |                       |                       |                       | Seguro                | Eliminado (Sing-off)  | Eliminado (Sing-off)  | Eliminado (Sing-off)  | Eliminado (Sing-off)  | Eliminado (Sing-off)  | Eliminado (Sing-off)  |
| Josef Prasil                 |                       |                       | Seguro                |                       | Eliminado (Sing-off)  | Eliminado (Sing-off)  | Eliminado (Sing-off)  | Eliminado (Sing-off)  | Eliminado (Sing-off)  | Eliminado (Sing-off)  |
| Monique Wragg                |                       |                       |                       | Eliminado (Batalla 4) | Eliminado (Batalla 4) | Eliminado (Batalla 4) | Eliminado (Batalla 4) | Eliminado (Batalla 4) | Eliminado (Batalla 4) | Eliminado (Batalla 4) |
| Rola Mardirose Hinterbichler |                       |                       |                       | Eliminado (Batalla 4) | Eliminado (Batalla 4) | Eliminado (Batalla 4) | Eliminado (Batalla 4) | Eliminado (Batalla 4) | Eliminado (Batalla 4) | Eliminado (Batalla 4) |
| Ken Miyao                    |                       |                       | Eliminado (Batalla 3) | Eliminado (Batalla 3) | Eliminado (Batalla 3) | Eliminado (Batalla 3) | Eliminado (Batalla 3) | Eliminado (Batalla 3) | Eliminado (Batalla 3) | Eliminado (Batalla 3) |
| Mikey Cyrox                  |                       |                       | Eliminado (Batalla 3) | Eliminado (Batalla 3) | Eliminado (Batalla 3) | Eliminado (Batalla 3) | Eliminado (Batalla 3) | Eliminado (Batalla 3) | Eliminado (Batalla 3) | Eliminado (Batalla 3) |
| Arcangelo Vigneri            |                       | Eliminado (Batalla 2) | Eliminado (Batalla 2) | Eliminado (Batalla 2) | Eliminado (Batalla 2) | Eliminado (Batalla 2) | Eliminado (Batalla 2) | Eliminado (Batalla 2) | Eliminado (Batalla 2) | Eliminado (Batalla 2) |
| Heiko Schmidt                |                       | Eliminado (Batalla 2) | Eliminado (Batalla 2) | Eliminado (Batalla 2) | Eliminado (Batalla 2) | Eliminado (Batalla 2) | Eliminado (Batalla 2) | Eliminado (Batalla 2) | Eliminado (Batalla 2) | Eliminado (Batalla 2) |
| Laura & Vicky Maas           | Eliminado (Batalla 1) | Eliminado (Batalla 1) | Eliminado (Batalla 1) | Eliminado (Batalla 1) | Eliminado (Batalla 1) | Eliminado (Batalla 1) | Eliminado (Batalla 1) | Eliminado (Batalla 1) | Eliminado (Batalla 1) | Eliminado (Batalla 1) |
| Pamela Falcon                | Eliminado (Batalla 1) | Eliminado (Batalla 1) | Eliminado (Batalla 1) | Eliminado (Batalla 1) | Eliminado (Batalla 1) | Eliminado (Batalla 1) | Eliminado (Batalla 1) | Eliminado (Batalla 1) | Eliminado (Batalla 1) | Eliminado (Batalla 1) |

### Equipo Xavier
| Candidato            | Batalla 1             | Batalla 2             | Batalla 3             | Batalla 4             | Sing-Off              | Show 1                | Show 3                | Show 5                | Semifinal             | Final                 |
| -------------------- | --------------------- | --------------------- | --------------------- | --------------------- | --------------------- | --------------------- | --------------------- | --------------------- | --------------------- | --------------------- |
| Max Giesinger        |                       |                       | Seguro                |                       | Seguro                | Seguro                | Seguro                | Seguro                | Seguro (108,23 %)     | Cuarto Lugar 17.99%   |
| Mic Donet            |                       |                       | Seguro                |                       |                       | Seguro                | Seguro                | Seguro                | Eliminado (91,77 %)   | Eliminado (91,77 %)   |
| Rino Galiano         |                       | Seguro                |                       |                       |                       | Seguro                | Seguro                | Eliminado (Show 5)    | Eliminado (Show 5)    | Eliminado (Show 5)    |
| Katja Friedenberg    |                       | Seguro                |                       |                       |                       | Seguro                | Eliminado (Show 3)    | Eliminado (Show 3)    | Eliminado (Show 3)    | Eliminado (Show 3)    |
| Rüdiger Skoczowsky   | Seguro                |                       |                       |                       |                       | Eliminado (Show 1)    | Eliminado (Show 1)    | Eliminado (Show 1)    | Eliminado (Show 1)    | Eliminado (Show 1)    |
| Dominic Sanz         |                       |                       | Seguro                |                       |                       | Eliminado (Show 1)    | Eliminado (Show 1)    | Eliminado (Show 1)    | Eliminado (Show 1)    | Eliminado (Show 1)    |
| Benny Martell        |                       |                       |                       | Seguro                | Eliminado (Sing-off)  | Eliminado (Sing-off)  | Eliminado (Sing-off)  | Eliminado (Sing-off)  | Eliminado (Sing-off)  | Eliminado (Sing-off)  |
| Laura Bellon         |                       |                       |                       | Seguro                | Eliminado (Sing-off)  | Eliminado (Sing-off)  | Eliminado (Sing-off)  | Eliminado (Sing-off)  | Eliminado (Sing-off)  | Eliminado (Sing-off)  |
| Elen Wendt           |                       |                       |                       | Eliminado (Batalla 4) | Eliminado (Batalla 4) | Eliminado (Batalla 4) | Eliminado (Batalla 4) | Eliminado (Batalla 4) | Eliminado (Batalla 4) | Eliminado (Batalla 4) |
| Jeanette Dalia Curta |                       |                       |                       | Eliminado (Batalla 4) | Eliminado (Batalla 4) | Eliminado (Batalla 4) | Eliminado (Batalla 4) | Eliminado (Batalla 4) | Eliminado (Batalla 4) | Eliminado (Batalla 4) |
| Dilan Koshnaw        |                       |                       | Eliminado (Batalla 3) | Eliminado (Batalla 3) | Eliminado (Batalla 3) | Eliminado (Batalla 3) | Eliminado (Batalla 3) | Eliminado (Batalla 3) | Eliminado (Batalla 3) | Eliminado (Batalla 3) |
| Laura Martin         |                       |                       | Eliminado (Batalla 3) | Eliminado (Batalla 3) | Eliminado (Batalla 3) | Eliminado (Batalla 3) | Eliminado (Batalla 3) | Eliminado (Batalla 3) | Eliminado (Batalla 3) | Eliminado (Batalla 3) |
| Patricia Meeden      |                       |                       | Eliminado (Batalla 3) | Eliminado (Batalla 3) | Eliminado (Batalla 3) | Eliminado (Batalla 3) | Eliminado (Batalla 3) | Eliminado (Batalla 3) | Eliminado (Batalla 3) | Eliminado (Batalla 3) |
| Vini Gomes           |                       |                       | Eliminado (Batalla 3) | Eliminado (Batalla 3) | Eliminado (Batalla 3) | Eliminado (Batalla 3) | Eliminado (Batalla 3) | Eliminado (Batalla 3) | Eliminado (Batalla 3) | Eliminado (Batalla 3) |
| Julius Olschowski    |                       | Eliminado (Batalla 2) | Eliminado (Batalla 2) | Eliminado (Batalla 2) | Eliminado (Batalla 2) | Eliminado (Batalla 2) | Eliminado (Batalla 2) | Eliminado (Batalla 2) | Eliminado (Batalla 2) | Eliminado (Batalla 2) |
| Stefan Zielasko      |                       | Eliminado (Batalla 2) | Eliminado (Batalla 2) | Eliminado (Batalla 2) | Eliminado (Batalla 2) | Eliminado (Batalla 2) | Eliminado (Batalla 2) | Eliminado (Batalla 2) | Eliminado (Batalla 2) | Eliminado (Batalla 2) |
| Giovanni Costello    | Eliminado (Batalla 1) | Eliminado (Batalla 1) | Eliminado (Batalla 1) | Eliminado (Batalla 1) | Eliminado (Batalla 1) | Eliminado (Batalla 1) | Eliminado (Batalla 1) | Eliminado (Batalla 1) | Eliminado (Batalla 1) | Eliminado (Batalla 1) |

## Tabla de eliminación

### General
Clave de color
Información del artista
|  | - Artista del equipo Xavier Naidoo - Artista del equipo TheBossHoss - Artista del equipo Rea Garvey - Artista del equipo Nena |

Detalles del resultado
|  | - The Voice of Germany, 2011 - Segundo Lugar - Tercer Lugar - Cuarto Lugar | - Participante Avanza por el público - Participante Avanza por su entrenador - Participante eliminado - Participante no actuó esa semana en particular. |

|  | Ivy Quainoo         | Avanza    |                      | Avanza               |                      | Avanza               | Avanza               | The Voice            |                      |                      |                      |                      |
|  | Kim Sanders         |           | Avanza               |                      | Avanza               | Avanza               | Avanza               | Segundo Lugar        |                      |                      |                      |                      |
|  | Michael Schulte     |           | Avanza               |                      | Avanza               | Avanza               | Avanza               | Tercer Lugar         |                      |                      |                      |                      |
|  | Max Giesinger       | Avanza    |                      | Avanza               |                      | Avanza               | Avanza               | Cuarto Lugar         |                      |                      |                      |                      |
|  | Ole Feddersen       | Avanza    |                      | Avanza               |                      | Avanza               | Eliminado            | Eliminado (semana 6) | Eliminado (semana 6) | Eliminado (semana 6) | Eliminado (semana 6) | Eliminado (semana 6) |
|  | Jasmin Graf         |           | Avanza               |                      | Avanza               | Avanza               | Eliminado            | Eliminado (semana 6) | Eliminado (semana 6) | Eliminado (semana 6) | Eliminado (semana 6) | Eliminado (semana 6) |
|  | Sharron Levy        |           | Avanza               |                      | Avanza               | Avanza               | Eliminado            | Eliminado (semana 6) | Eliminado (semana 6) | Eliminado (semana 6) | Eliminado (semana 6) | Eliminado (semana 6) |
|  | Mic Donet           | Avanza    |                      | Avanza               |                      | Avanza               | Eliminado            | Eliminado (semana 6) | Eliminado (semana 6) | Eliminado (semana 6) | Eliminado (semana 6) | Eliminado (semana 6) |
|  | Rino Galiano        | Avanza    |                      | Avanza               |                      | Eliminado            | Eliminado (semana 5) | Eliminado (semana 5) | Eliminado (semana 5) | Eliminado (semana 5) | Eliminado (semana 5) | Eliminado (semana 5) |
|  | Percival Duke       |           | Avanza               |                      | Avanza               | Eliminado            | Eliminado (semana 5) | Eliminado (semana 5) | Eliminado (semana 5) | Eliminado (semana 5) | Eliminado (semana 5) | Eliminado (semana 5) |
|  | Behnam Moghaddam    |           | Avanza               |                      | Avanza               | Eliminado            | Eliminado (semana 5) | Eliminado (semana 5) | Eliminado (semana 5) | Eliminado (semana 5) | Eliminado (semana 5) | Eliminado (semana 5) |
|  | Ramona Nerra        | Avanza    |                      | Avanza               |                      | Eliminado            | Eliminado (semana 5) | Eliminado (semana 5) | Eliminado (semana 5) | Eliminado (semana 5) | Eliminado (semana 5) | Eliminado (semana 5) |
|  | Benny Fiedler       |           | Avanza               |                      | Eliminado            | Eliminado (semana 4) | Eliminado (semana 4) | Eliminado (semana 4) | Eliminado (semana 4) | Eliminado (semana 4) | Eliminado (semana 4) |                      |
|  | Yasmina Hunzinger   |           | Avanza               |                      | Eliminado            | Eliminado (semana 4) | Eliminado (semana 4) | Eliminado (semana 4) | Eliminado (semana 4) | Eliminado (semana 4) | Eliminado (semana 4) |                      |
|  | Bennie McMillan     | Avanza    |                      | Eliminado            | Eliminado (semana 3) | Eliminado (semana 3) | Eliminado (semana 3) | Eliminado (semana 3) | Eliminado (semana 3) | Eliminado (semana 3) |                      |                      |
|  | Katja Friedenberg   | Avanza    |                      | Eliminado            | Eliminado (semana 3) | Eliminado (semana 3) | Eliminado (semana 3) | Eliminado (semana 3) | Eliminado (semana 3) | Eliminado (semana 3) |                      |                      |
|  | Lena Sicks          |           | Eliminado            | Eliminado (semana 2) | Eliminado (semana 2) | Eliminado (semana 2) | Eliminado (semana 2) | Eliminado (semana 2) | Eliminado (semana 2) |                      |                      |                      |
|  | Charles Simmons     |           | Eliminado            | Eliminado (semana 2) | Eliminado (semana 2) | Eliminado (semana 2) | Eliminado (semana 2) | Eliminado (semana 2) | Eliminado (semana 2) |                      |                      |                      |
|  | Lisa Martine Weller |           | Eliminado            | Eliminado (semana 2) | Eliminado (semana 2) | Eliminado (semana 2) | Eliminado (semana 2) | Eliminado (semana 2) | Eliminado (semana 2) |                      |                      |                      |
|  | Nina Kutschera      |           | Eliminado            | Eliminado (semana 2) | Eliminado (semana 2) | Eliminado (semana 2) | Eliminado (semana 2) | Eliminado (semana 2) | Eliminado (semana 2) |                      |                      |                      |
|  | Dominic Sanz        | Eliminado | Eliminado (semana 1) | Eliminado (semana 1) | Eliminado (semana 1) | Eliminado (semana 1) | Eliminado (semana 1) | Eliminado (semana 1) |                      |                      |                      |                      |
|  | Rüdiger Skoczowsky  | Eliminado | Eliminado (semana 1) | Eliminado (semana 1) | Eliminado (semana 1) | Eliminado (semana 1) | Eliminado (semana 1) | Eliminado (semana 1) |                      |                      |                      |                      |
|  | Sahar Haluzy        | Eliminado | Eliminado (semana 1) | Eliminado (semana 1) | Eliminado (semana 1) | Eliminado (semana 1) | Eliminado (semana 1) | Eliminado (semana 1) |                      |                      |                      |                      |
|  | C. Jay              | Eliminado | Eliminado (semana 1) | Eliminado (semana 1) | Eliminado (semana 1) | Eliminado (semana 1) | Eliminado (semana 1) | Eliminado (semana 1) |                      |                      |                      |                      |

## Audiencias

### Rating Nielsen IBOPE
| Episodio | Canal     | Fecha                   | Espectadores | Espectadores | Cuota de mercado | Cuota de mercado |
| Episodio | Canal     | Fecha                   | Todo         | 14 a 49 años | Todo             | 14 a 49 años     |
| -------- | --------- | ----------------------- | ------------ | ------------ | ---------------- | ---------------- |
| 1        | ProSieben | 24 de noviembre de 2011 | 3.89 Mio.    | 3.06 Mio.    | 12.4%            | 23.8%            |
| 2        | Sat.1     | 25 de noviembre de 2011 | 4.36 Mio.    | 3.05 Mio.    | 14.3%            | 26.6%            |
| 3        | ProSieben | 1 de diciembre de 2011  | 4.58 Mio.    | 3.51 Mio.    | 14.9%            | 27.8%            |
| 4        | Sat.1     | 2 de diciembre de 2011  | 4.89 Mio.    | 3.37 Mio.    | 15.8%            | 28.2%            |
| 5        | ProSieben | 8 de diciembre de 2011  | 5.21 Mio.    | 3.96 Mio.    | 16.8%            | 30.9%            |
| 6        | Sat.1     | 9 de diciembre de 2011  | 4.53 Mio.    | 3.17 Mio.    | 15.3%            | 28.2%            |
| 7        | ProSieben | 15 de diciembre de 2011 | 4.86 Mio.    | 3.68 Mio.    | 15.1%            | 28.4%            |
| 8        | Sat.1     | 16 de diciembre de 2011 | 5.02 Mio.    | 3.47 Mio.    | 16.4%            | 30.2%            |
| 9        | ProSieben | 22 de diciembre de 2011 | 4.89 Mio.    | 3.60 Mio.    | 15.7%            | 28.6%            |
| 10       | Sat.1     | 23 de diciembre de 2011 | 4.39 Mio.    | 3.02 Mio.    | 14.1%            | 24.4%            |
| 11       | ProSieben | 5 de enero de 2012      | 4.18 Mio.    | 3.02 Mio.    | 14.1%            | 25.8%            |
| 12       | Sat.1     | 6 de enero de 2012      | 4.00 Mio.    | 2.82 Mio.    | 13.1%            | 23.7%            |
| 13       | Sat.1     | 13 de enero de 2012     | 3.42 Mio.    | 2.37 Mio.    | 10.5%            | 18.8%            |
| 14       | Sat.1     | 20 de enero de 2012     | 2.85 Mio.    | 1.90 Mio.    | 8.7%             | 15.5%            |
| 15       | Sat.1     | 27 de enero de 2012     | 3.44 Mio.    | 2.36 Mio.    | 11.1%            | 19.9%            |
| 16       | Sat.1     | 3 de febrero de 2012    | 3.18 Mio.    | 2.12 Mio.    | 10.1%            | 17.5%            |
| 17       | Sat.1     | 10 de febrero de 2012   | 4.01 Mio.    | 2.64 Mio.    | 12.9%            | 22.2%            |